# Tomasi Kulimoetoke II.

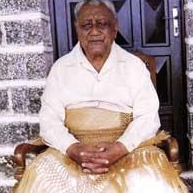
Tomasi Kulimoetoke II.

Tomasi Kulimoetoke II. (* 26. Juli 1918 in Mata Utu, Uvea; † 7. Mai 2007 ebenda) war der 50. König von Uvea, einem traditionellen Königreich im französischen Überseegebiet Wallis und Futuna.

## Leben
Er wurde am 12. März 1959 König, nachdem zuvor über sechs Monate ein Konzil von Ministern regiert hatte. Nachdem sein Enkel 2005 betrunken am Steuer einen Fußgänger tötete und im Königspalast Zuflucht suchte, wurde über eine Amtsenthebung des Königs spekuliert. Reformer wollten Sosefo Mautamakia als Nachfolger Tomasi Kulimoetokes einsetzen. Nach einigen Aufständen wurde diese Krönung allerdings abgesagt. Der König blieb im Amt und wurde als solcher von Frankreich anerkannt. Während der Krise hatten hunderte Königstreue Straßensperren errichtet und demonstriert. Der Enkelsohn wurde später von der französischen Polizei verhaftet.
Der König trat für eine Entlassung Wallis und Futunas in die Unabhängigkeit ein.
Tomasi Kulimoetoke II. starb nach 48-jähriger Regentschaft in seiner Residenz in Uvea im Alter von 88 Jahren. Seine Gesundheit war zuletzt schwer angeschlagen. Sein Nachfolger wurde Kapeliele Faupala.

## Ehrungen und Auszeichnungen
- 1967: Ritter der Ehrenlegion[1]
- 1998: Kommandeur des Ordre national du Mérite